# اقتصاد نهادگرایی
اقتصاد نهادگرایی (انگلیسی: Institutional economics) شاخه‌ای از اقتصاد است که نقش نهادها و روند تکامل فرهنگی-اجتماعی جوامع را در شکل‌گیری رفتار اقتصادی، مورد تأکید قرار می‌دهد. تورستاین وبلن (Thorstein Veblen) با انتقاد از تئوری‌های اقتصادی ایستا که بیشتر مرسوم بودند، بنیان‌های اولیهٔ دیدگاه نهادگرایی را بنا نهاد. از نگاه وبلن، نهادها نحوهٔ استفاده از تکنولوژی را تعیین می‌کنند. از این رو، بین نهادهای «سودمند» (Instrumental) و نهادهای «تشریفاتی» (Ceremonial) تفاوت قائل شد. این تفاوت به «دیکوتومی وبلن» مشهور شد و تمرکز اصلی اقتصاد نهادگرایی واقع گردید. اقتصاد نهادگرایی بر مطالعهٔ وسیع‌تر نهادها تأکید دارد و بازارها را نتیجهٔ روابط درونی پیچیده، میان نهادهای گوناگون می‌داند؛ برای مثال، افراد، بنگاه‌ها، دولت‌ها، و هنجارهای اجتماعی نهاد به حساب می‌آیند. این نگاه اقتصاد نهادگرایی همچنان به عنوان یک رویکرد دگراندیشانه، پیشتاز باقی مانده است.
نهادگرایی «سنتی» مخالف ساده‌سازی نهادها به سلیقه، تکنولوژی، یا ماهیت است (به مغالطهٔ ماهیت‌گرایانه نگاه کنید). سلایق (در کنار انتظارات از آینده، عادت‌ها، و انگیزه‌ها) نه تنها ماهیت نهادها را تعیین نمی‌کنند، بلکه توسط نهادها شکل می‌گیرند و برایشان محدودیت تعیین می‌شود. اگر مردم به‌طور مداوم در نهادها زندگی و کار کنند، نگاهشان به دنیا توسط همان نهادها تعیین می‌شود. اساسا نهادگرایی سنتی (و همچنین نقطهٔ مقابل امروزی آن، اقتصاد سیاسی نهادگرایانه) بر دو چیز تأکید دارد: بنیان‌های قانونی در هر اقتصاد و روندهای تکاملی، عادت‌شده، یا ارادی که موجب شکل‌گیری نهادها یا تغییر آن‌ها می‌شوند. اقتصاد نهادگرایی به جای آن که سلایق پایدار، عقلانیت، و تعادل را به عنوان فرض بپذیرد، توجهش را معطوف یادگیری، عقلانیت محدود، و تکامل فرهنگی-اجتماعی می‌کند. در نیمهٔ نخست قرن بیستم، نهادگرایی یکی از بخش‌های اصلی مطالعات اقتصادی در آمریکا بود و مورد توجه اقتصاددانان مشهوری همچون تورستاین وبلن (Thorstein Veblen)، وزلی میشل (Wesley Mitchell)، و جان کامونز (John R. Commons) قرار داشت. برخی نهادگرایان، کارل مارکس را نیز متعلق به نگاه نهادگرایانه می‌دانند زیرا وی نظام سرمایه‌داری را یک سیستم اجتماعی حاصل از جبر تاریخی توصیف کرد. دیگر نهادگرایان با توصیف مارکس از سرمایه‌داری مخالفند و با وجودی که برخی ویژگی‌های اصلی سرمایه‌داری (مثل بازارها، پول، یا مالکیت خصوصی) را در حال تکامل در نظر می‌گیرند، اما دلیل به وجود آمدنشان را اعمال ارادی افراد می‌دانند.
یکی از گونه‌های نهادگرایی، اقتصاد نهادگرایی جدید نام دارد که از اواخر قرن بیستم پدید آمد و پیشرفت‌های اخیر اقتصاد نئوکلاسیک را با نهادگرایی ادغام کرد. از زمان انتشار کتاب بنیان‌های حقوقی سرمایه‌داری در سال ۱۹۲۴ توسط جان کامونز، حقوق و اقتصاد به یکی از موضوعات عمدهٔ اقتصادی تبدیل شد. از آن زمان تاکنون، اختلاف نظرهای زیادی دربارهٔ نقش قانون (به عنوان یک نهاد رسمی) در رشد اقتصادی وجود داشته است. اقتصاد رفتاری نیز یکی دیگر از ویژگی‌های متمایز اقتصاد نهادگرایی است که اساس آن را یافته‌های روان‌شناسی و علوم شناختی تشکیل می‌دهند (به جای فروض خام دربارهٔ رفتار اقتصادی افراد).

## توسعه‌دهندگان اقتصاد نهادگرایی

### تورستاین وبلن

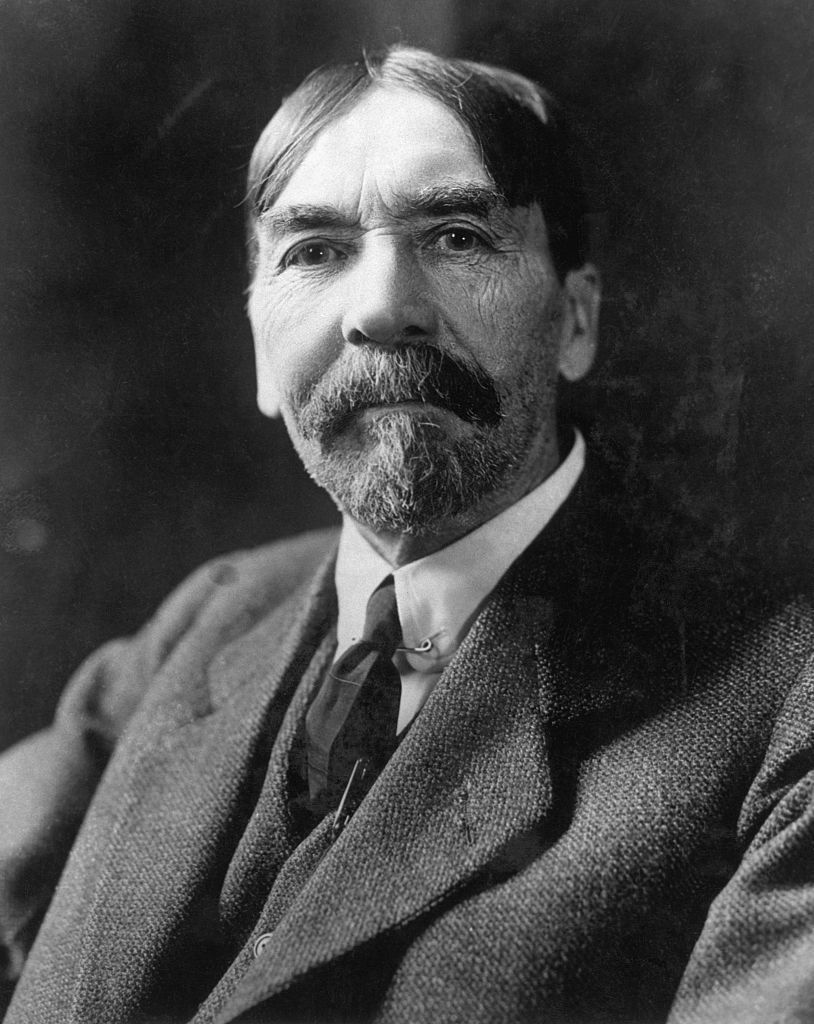
تورستاین وبلن (Thorstein Veblen) از یک خانوادهٔ مهاجر نروژی، در مناطق روستایی ایالت ویسکانسین آمریکا زاده شد.

تورستاین وبلن (۱۹۲۹–۱۸۵۷) نخستین و تأثیرگذارترین کتاب خود را، با نام تئوری طبقهٔ مرفه، در سال ۱۸۹۹ و زمانی که در دانشگاه شیکاگو فعالیت داشت نوشت. وی در این کتاب به بررسی انگیزهٔ افراد در نظام سرمایه‌داری، برای مصرف‌گرایی ظاهری و جلوه دادن ثروتشان به عنوان نوعی موفقیت پرداخت. دیگر پدیدهٔ مورد بررسی در این کتاب، رفاه (فراغت) ظاهری بود. مفهوم مصرف‌گرایی ظاهری در مغایرت مستقیم با نگاه نئوکلاسیک قرار داشت که سرمایه‌داری را کارآمد می‌پنداشت.
در کتاب تئوری فعالیت تجاری که در سال ۱۹۰۴ منتشر شد، وبلن انگیزه‌های تولید صنعتی برای استفادهٔ مردم را، متفاوت از انگیزه‌های استفاده [یا سوءاستفاده] از زیرساخت‌های صنعتی برای رسیدن به سود، معرفی می‌کند. از نگاه وبلن، با توجه به این که شرکت‌ها انگیزهٔ دوم (رسیدن به سود) را دنبال می‌کنند، انگیزهٔ اول (استفادهٔ مردم) معمولاً محقق نمی‌شود. اقدامات شرکت‌ها و به وجود آمدن مونوپولی‌ها، موجب محدود شدن تولید و پیشرفت‌های تکنولوژیک می‌شوند. شرکت‌ها از سرمایه‌های موجودشان حفاظت می‌کنند و با استفاده از اعتبارات بانکی، آن را به شدت افزایش می‌دهند؛ این اقدامات شرکت‌ها منجر به رکودهای طولانی‌مدت می‌شود و همچنین با توجه به قدرت سیاسی بالایی که شرکت‌ها دارند، مخارج نظامی و وقوع جنگ نیز افزایش می‌یابد. در این دو کتاب که اولی به انتقاد از مصرف‌گرایی و دومی به انتقاد از منفعت‌طلبی می‌پردازد، هیچ اشاره‌ای به تغییر وضع موجود نشده است.
در دههٔ ۲۰ میلادی و پس از سقوط بازار بورس آمریکا، هشدارهای تورستاین وبلن در ارتباط با ولخرجی مصرف‌کنندگان و لزوم ایجاد نهادهای مالی مناسب، به نظر درست می‌آمدند.
تورستاین وبلن در سال ۱۸۹۸ مقاله‌ای با عنوان «چرا اقتصاد یک علم تکاملی نیست» منتشر کرد و در نتیجهٔ آن، پیشرو اقتصاد تکاملی نام گرفت.

### جان کامونز

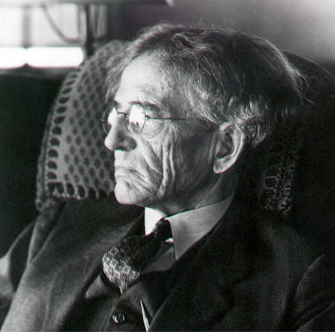
جان کامونز (John R. Commons) پشت میز مطالعه‌اش در دانشگاه ویسکانسین

جان کامونز (۱۹۴۵–۱۸۶۲) با انتشار کتاب اقتصاد نهادگرایی در سال ۱۹۳۴، اندیشهٔ اساسی خود را مطرح کرد. از نگاه او، اقتصاد شبکه‌ای از ارتباطات بین افراد است که خود این افراد انگیزه‌هایی متفاوت از هم دارند. مونوپولی‌ها، شرکت‌های بزرگ، مذاکرات اتحادیه‌های کارگری، و چرخه‌های تجاری بی‌ثبات در اقتصاد وجود دارند. با این وجود، همهٔ آن‌ها در از بین بردن اختلاف نظرهایشان، انگیزهٔ مشترکی دارند.
به اعتقاد کامونز، دولت باید در اختلاف نظرهای میان این گروه‌ها میانجی‌گری کند. خود کامونز وقت زیادی را صرف مشارکت در بسیاری از تصمیمات میانجی‌گری دولت می‌کرد و مشاوره ارائه می‌داد.

### وزلی میشل

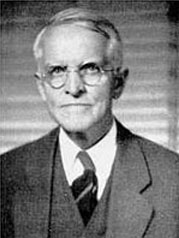
وزلی میشل (Wesley Clair Mitchell) در سال ۱۸۷۴ میلادی در ایالت ایلینوی آمریکا به دنیا آمد.

وزلی کلیر میشل (۱۹۴۸–۱۸۷۴) اقتصاددانی آمریکایی بود که به واسطهٔ پژوهش‌های تجربیش دربارهٔ چرخه‌های تجاری شناخته شد. او همچنین از بنیانگذاران دفتر ملی پژوهش‌های اقتصادی آمریکا (NBER) بود و به مدت ۲ سال به عنوان نخستین مدیر تحقیقاتی این مؤسسه فعالیت کرد. تورستیان وبلن، جیمز لافلین (James laughlin)، و جان دویی (John Dewey) از استادهای سرشناس میشل بودند.

### کلارنس آیرس
کلارنس ادوین آیرس (۱۹۷۲–۱۸۹۱) به عنوان متفکر اصلی مکتب اقتصاد نهادگرایی تگزاس شناخته می‌شود. آیرس نظرات تورستاین وبلن دربارهٔ «دیکوتومی تکنولوژی و نهادها» گسترش داد و جنبه‌های بدیع ساختارهای اقتصادی را متفاوت از جنبه‌های موروثی این ساختارها معرفی کرد. وی ادعا داشت که تکنولوژی همواره یک قدم جلوتر از نهادهای فرهنگی-اجتماعی است.
با توجه به اصطلاح و تعریف معمول «نهادگرایی»، می‌توان گفت که آیرس یک نهادگرا نبود؛ زیرا توجه به نهادها را کمی اغراق‌آمیز قلمداد می‌کرد و در نتیجه در تئوری‌هایش معتقد بود که در توسعه، نقش اصلی را تکنولوژی ایفا می‌کند و نقش نهادها را ثانوی در نظر می‌گرفت. آیرس به شدت تحت تأثیر هگل قرار داشت و نقش نهادها در نگاه آیرس همانند نقش «ظاهر خیالی» (Schein) در نگاه هگل بود. با این اوصاف شاید بهتر باشد که آیرس را یک «تکنو-کُمپُرتمنتالیست» (رفتارگرای فنی) بدانیم، نه یک نهادگرا.

### آدولف برل

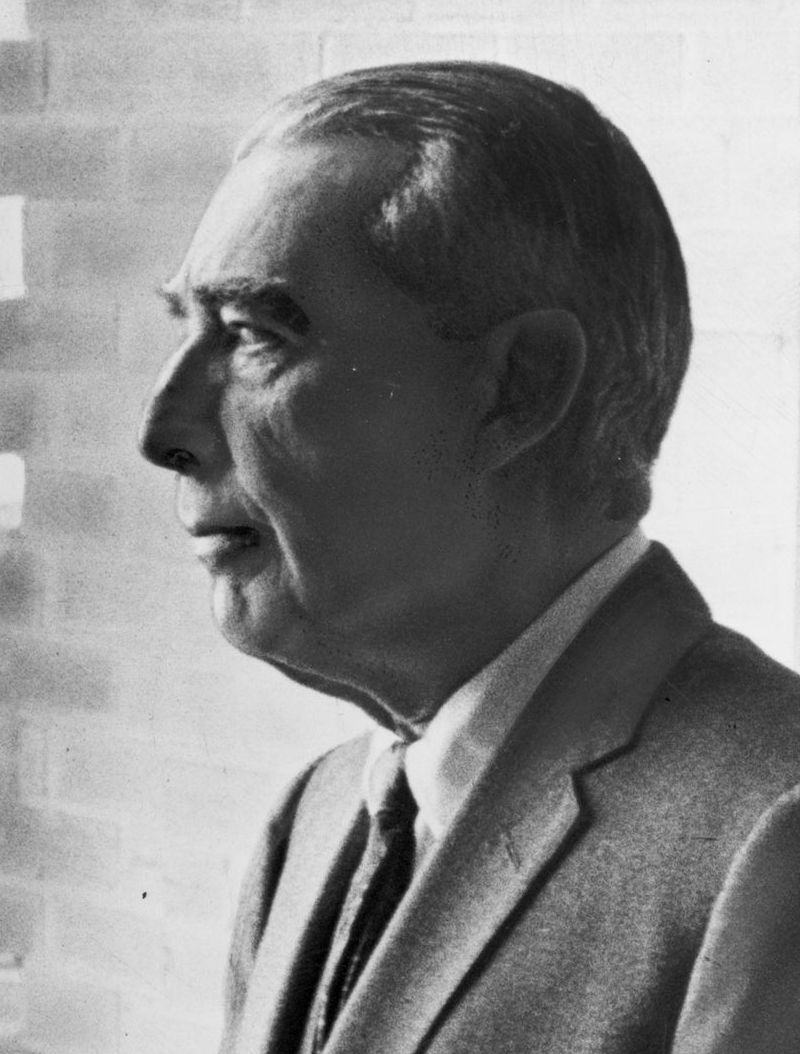
آدولف برل (Adolf A. Berle) در سال ۱۸۹۵ در شهر بوستون از ایالت ماساچوست آمریکا زاده شد و بعداً به مدت یک سال، به عنوان سفیر آمریکا در برزیل، به کشورش خدمت کرد.

آدولف برل (۱۹۷۱–۱۸۹۵) از نخستی کسانی بود که بررسی‌های اقتصادی و حقوقی را با هم ادغام کرد و دستاوردهایش یکی از پایه‌های فکری اساسی در راهبری شرکتی نوین است. همانند کینز، آدولف برل هم در کنفرانس صلح پاریس حضور داشت اما بعداً با توجه به نارضایتیش از مفاد پیمان ورسای، از حرفهٔ دیپلماتیک خود استعفا داد. در کتابی با عنوان شرکت‌های نوین و مالکیت خصوصی که در سال ۱۹۳۲ به همراه گاردینه مینز (Gardiner Means) منتشر ساخت، به بررسی جزئیات تکامل در اقتصاد معاصر برای شرکت‌های بزرگ پرداخت و مستدلا ادعا کرد که باید نظارت بهتری بر گردانندگان شرکت‌های بزرگ وجود داشته باشد.
مطابق قوانین حقوق تجارت (در آمریکا حقوق شرکت‌ها)، هیئت‌مدیره‌ی شرکت‌ها در برابر سهام‌داران پاسخگو هستند. اختیارات سهام‌داران می‌تواند شامل انتخاب یا اخراج مدیریت، درخواست تشکیل جلسات مستمر، نظارت بر استانداردهای حسابداری، و بسیاری موارد دیگر باشد. در دههٔ ۳۰ میلادی در آمریکا، در حقوق شرکت‌ها اشارهٔ مشخصی به چنین اختیاراتی نشده بود. به همین دلیل، برل معتقد بود مدیران شرکت‌ها که در برابر کسی پاسخگو نیستند، می‌توانند سود شرکت را مستقیماً به جیب خودشان واریز کنند و همچنین قادر هستند شرکت را در جهت منافع شخصی خود مدیریت کنند. همچنین با توجه به این که در شرکت‌های سهامی بزرگ، اکثریت سهام شرکت متعلق به یک نفر بود، سوءاستفاده از اختیارات مدیریتی راحت‌تر بود.
در دورهٔ رکود بزرگ آمریکا، برل در دولت فرانکلین روزولت فعالیت داشت و یکی از اعضای کلیدی حلقهٔ مشاورانی بود که سیاست‌های «توزیع جدید» (New Deal) را به وجود آوردند. برل و مینز در سال ۱۹۷۶ ویرایش جدیدی از کتابشان منتشر کردند و در مقدمهٔ آن مطالب تازه‌ای را اضافه کردند. آن‌ها ضمن تأکید بر لزوم جدایی گردانندگان شرکت‌ها از صاحبانشان (سهام‌داران)، دربارهٔ ساختار شرکت‌ها و هدف نهایی این ساختار، پرسش‌هایی را مطرح می‌کنند.
«سهام‌داران برای به دست آورد سود [چه از طریق سود تقسیم‌شده‌ی سهام، چه از طریق افزایش قیمت آن] نه زحمتی می‌کشند، نه چیزی را تولید می‌کنند. آن‌ها فقط به واسطهٔ جایگاهشان به سود می‌رسند. توجیه این موقعیت… فقط بر پایهٔ باورهای اجتماعی استوار است… این توجیه را هم می‌توان بر توزیع ثروت اعمال کرد، هم بر وجود ثروت. قدرت و اثرگذاری این توجیه، با تعداد افرادی که از چنین ثروتی برخوردارند رابطهٔ مستقیم دارد. در نتیجه، قابل قبول بودن وجود سهام‌داران بستگی دارد به افزایش توزیع ثروت بین جمعیت آمریکا. در حالت مطلوب، فقط زمانی که همهٔ خانواده‌های آمریکا در این سودآوری‌ها سهمی داشته باشند، هیچ‌کس به جایگاه سهام‌دار اعتراضی نخواهد داشت زیرا همه از این جایگاه برخوردارند و به واسطهٔ ثروت حاصل از آن، امکان رشد شخصی برای افراد به‌طور کامل مهیا می‌شود.»

### جان گالبریث

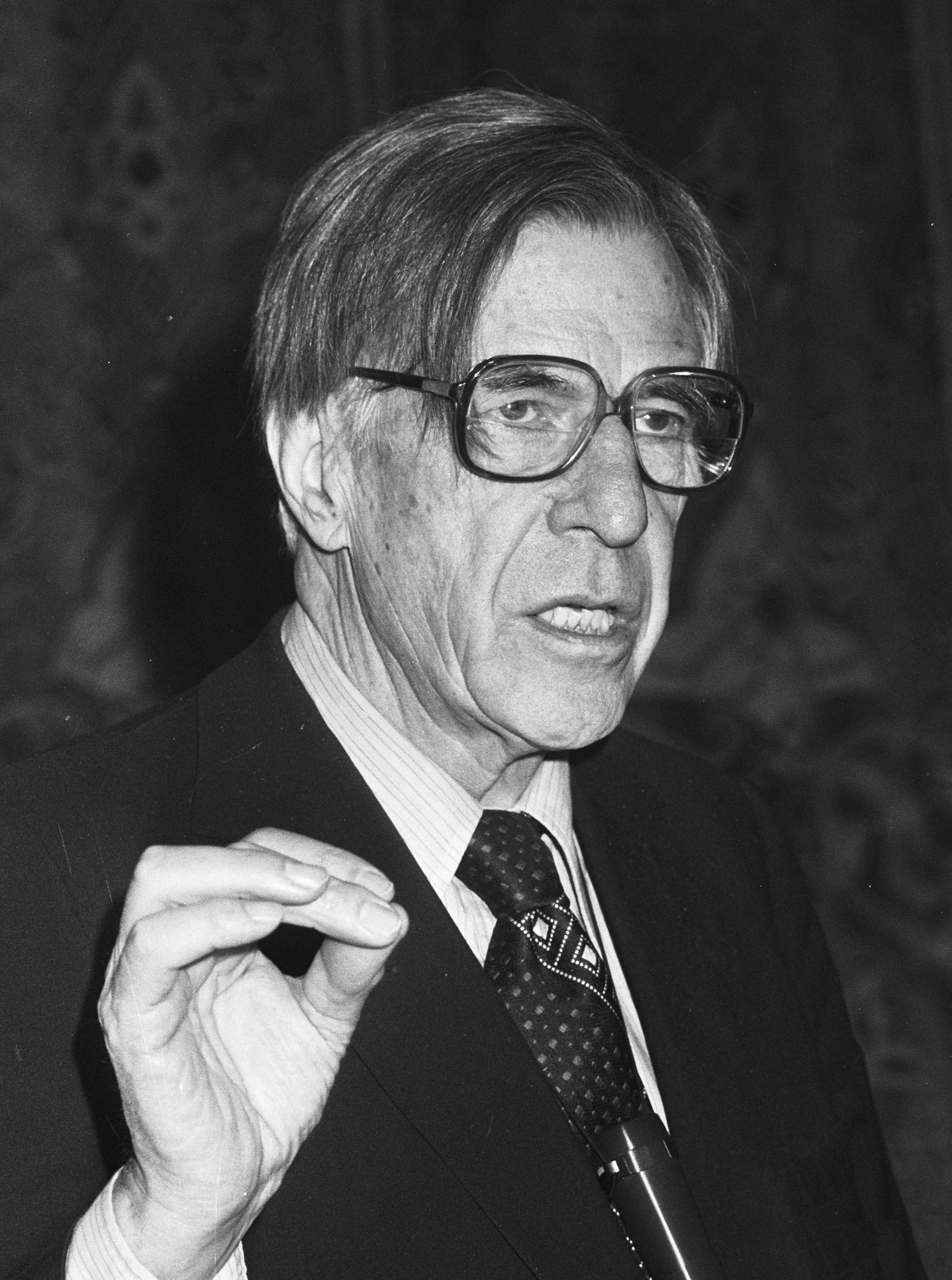
جان گالبریث (John Kenneth Galbraith) به سال ۱۹۰۸ میلادی از خانواده‌ای اسکاتلندی در ایالت اونتاریو کانادا زاده شد و بعدها برای دو سال به عنوان سفیر آمریکا در هند فعالیت کرد.

جان کنت گالبریث (۲۰۰۶–۱۹۰۸) در دوران توزیع جدید در وزارت کشاورزی آمریکا کار می‌کرد. گابریث خیلی دیر به کار تألیف پرداخت و در زمان شروع تألیفاتش خیلی بالغ‌تر از نهادگرایانی بود که پیش‌تر ذکر شد. او در طول نیمهٔ دوم قرن بیستم، منتقد اقتصاد متعارف (ارتدکس) بود. گالبریث در کتاب جامعهٔ ثروتمند که در سال ۱۹۵۸ منتشر شد، مستدلا اظهار می‌کند رأی‌دهندگانی که به سطح مشخصی از ثروت مادی می‌رسند، رفته رفته برخلاف منافع عمومی رأی می‌دهند. وی برای اشاره به تفکرات متداولی که زیربنایِ اتفاقِ نظرهایِ محافظه‌کارانه را تشکیل می‌دهند، از اصطلاح خِرَد عرفی (که پیش‌تر در کتاب وبلن آورده شده بود) استفاده می‌کند.
در دورانی که با کمپانی‌های بزرگ و غول‌های تجاری مواجهیم، غیرمنطقی است که فقط بازارهای کلاسیک (اقتصاد متعارف) را در نظر بگیریم. کمپانی‌های بزرگ خودشان شرایط و محدودیت‌های بازار را تعیین می‌کنند و با به اشتراک گذاشتن منابعشان در پیاده‌سازی برنامه‌های تبلیغاتی، به تقاضای محصولاتشان کمک می‌کنند. در نتیجهٔ این شرایط، ترجیحات افراد در حقیقت فقط بازتابی از ترجیحات کمپانی‌های تثبیت‌شده و بزرگ است و کل اقتصاد در جهت اهداف غیرعقلایی تنظیم شده است.
گالبریث در کتاب کشور صنعتی جدید که در سال ۱۹۶۷ منتشر کرد، می‌گوید که تصمیمات اقتصادی توسط یک بوروکراسی خصوصی برنامه‌ریزی می‌شود و در این بوروکراسی یک تکنوساختار از متخصصانی حضور دارند که در پشت پرده، کانال‌های روابط عمومی و بازاریابی را دست‌کاری می‌کنند. در این هرم قدرت شکل‌گرفته، افراد بالای هرم فقط به فکر اهداف خودشان هستند و نه تنها دیگر سودآوری انگیزهٔ اصلی نیست، بلکه حتی هیئت‌مدیرهٔ شرکت‌ها هم تصمیم‌گیرنده نیستند. کمپانی‌ها که برنامه‌ریزان جدید به حساب می‌آیند از ریسک بیزارند، به همین دلیل، اقتصادی متعادل و بازارهایی باثبات می‌خواهند. آن‌ها دولت‌ها را به کار می‌گیرند تا در سیاست‌گذاری مالی و پولی، خواسته‌های آن‌ها را اجرا کنند.
همزمان با این که اهداف جامعهٔ ثروتمند و دولت نهان در خدمت تکنوساختارِ غیرعقلایی قرار می‌گیرد، فضای عمومی فرسوده و فقیر می‌شود. گالبریث از صحنه‌های سخن می‌گوید که در آن از پنت‌هاوس‌های مجلل می‌رسیم به پیاده‌روهای بدون سنگفرش؛ یا از باغ‌های تزئین‌شده می‌رسیم به پارک‌های عمومی کثیف. گالبریث در کتاب اقتصاد و اهداف عمومی منتشرشده در سال ۱۹۷۳، از یک «سوسیالیسم جدید» (سوسیال دموکراسی) طرفداری می‌کند و آن را راه حل مشکلات ذکرشده می‌داند. در این سوسیالیسم جدید خدمات عمومی مانند پایش سلامت و تولیدات نظامی ملی می‌شوند و برای کاهش نابرابری و جلوگیری از تورم، کنترل قیمتی و دستمزدهای منظم خواهیم داشت.

## اقتصاد نهادگرایی جدید
در پی پیشرفت‌های جدیدی که در تئوری‌های اقتصادی مرتبط با سازمان‌ها، اطلاعات، حقوق مالکیت، و هزینه‌های تراکنش صورت گرفت، تلاش شد تا نهادگرایی با پیشرفت‌های اخیر در اقتصاد متعارف ادغام شود و نام آن اقتصاد نهادگرایی جدید گذاشته شود.

## اقتصاد سیاسی نهادگرا
ناتوانی نهادها در تصمیم‌گیری لزوماً نتیجهٔ انگیزه‌هایی است که توسط همان نهادها به وجود آمده‌اند؛ در نتیجه، این ناتوانی‌ها درون‌زا (Endogenous) هستند. مشخصا، نهادگرایی سنتی به نوعی یک واکنش به اقتصاد متعارف کنونی است؛ پس بازآفرینی آن در قالب اقتصاد سیاسی نهادگرا، مخالفتی آشکار با اقتصاد نئوکلاسیک است. دلیل این مخالفت فرضیه‌ای اساسی است که نئوکلاسیک‌ها با آن مخالفند: «اقتصاد نمی‌تواند از نظام‌های سیاسی و اجتماعی‌ای که درونشان قرار دارد جدا شود.»

## وضعیت کنونی نهادگرایی
در سال‌های بین دو جنگ جهانی، رویکرد نهادگرایی یکی از المان‌های اصلی علم اقتصاد در آمریکا بود اما پس از جنگ جهانی دوم و با روی کار آمدن رویکردهای نئوکلاسیک و کینزی، جای خود را به اقتصاد متعارف واگذار کرد. با این وجود، همچنان رویکرد نهادگرایی به عنوان یکی از رویکردهای اصلی اقتصاد دگراندیشانه (Heterodox) استمرار یافت و خصوصاً به موجب زحمات ها-جون چنگ (Ha-Joon Chang) و جفری هاجسون (Geoffrey Hadgson)، یک حوزهٔ پژوهشی جایگزین برای اقتصاد باقی ماند و به انتقاد از اقتصاد نئوکلاسیک ادامه داد.
لارس پالسون سیل (Lars Pålsson Syll)، برجسته‌ترین اقتصاد دان سوئدی، از اقتصاد نهادگرایی حمایت می‌کند. او با هر گونه ساخت‌گرایی (کنستراکتیویسم) اجتماعی و نسبی‌گرایی پسامدرن مخالف است.

## انتقادها
مخالفان نهادگرایی تأکید دارند که مفهوم «نهاد» به قدری در علوم رفتاری مهم و ضروری است که استفاده از به عنوان یک کلمهٔ تخصصی در یک مکتب خاص، احمقانه است. همچنین دشوار بودن درک مفهوم «نهاد»، باعث به وجود آمدن یک اختلاف نظر بی‌پایان و گیج‌کننده شده است، دربارهٔ این که کدام دانشمندان «نهادگرا» هستند و کدام نیستند؛ یک اختلاف نظر مشابه هم دربارهٔ هستهٔ اساسی تئوری نهادگرایی وجود دارد. به بیانی دیگر، اقتصاد نهادگرایی به این دلیل خیلی مورد توجه قرار گرفته است که هر کسی برداشتی متفاوت از معنای آن دارد و در نهایت، موجب می‌شود که این شاخهٔ اقتصاد هیچ معنای خاصی نداشته باشد.
در حقیقت، می‌توان اظهار کرد که اصطلاح «نهادگرایان» از همان ابتدا به اشتباه استفاده می‌شد؛ زیرا توجه وبلن، همیلتون، و آیرس معطوف قدرت در حال تکامل (و «شیءانگارانه») تکنولوژی بود و در تئوری‌هایشان، نهادها از اهمیت ثانویه برخوردار بودند. نگرانی اصلی آن‌ها تکنولوژی بود، نه نهاد. موضع وبلن، همیلتون، و آیرس به جای «نهادگرا»، ضد نهادگرا بود.

## واکنش به انتقادها
به گفتهٔ ریچارد تیلر (Richard Thaler) و کس سانستاین (Cass Sunstein), نویسندگان کتاب سقلمه (Nudge)، اگر بخواهیم یک فرد را به بهترین حالت توصیف کنیم، نباید او را یک فرد اقتصادی در نظر بگیریم که در پی منافع شخصیش است، بلکه باید هر انسانی را دارای تمایلات شخصی منحصربه‌فرد در نظر آوریم. طبق نظر تیلر و سانستاین، اقتصاد نهادگرایی انسان‌ها را بخشی از یک اجتماع می‌بیند و این نظر از اقتصاد نئوکلاسیک اقتباس شده است.